# صموئيل موريس
صموئيل موريس (22 يونيو 1855 في أستراليا - 20 سبتمبر 1931 في أستراليا) (بالإنجليزية: Samuel Morris)‏ هو لاعب كريكت أسترالي. شارك مع منتخب أستراليا الوطني للكريكت.

## وصلات خارجية
- صموئيل موريس على موقع إي آس بي آن كريك إنفو (الإنجليزية)